# Puerta San Biagio (Lecce)
La Porta San Biagio es una de las tres puertas de acceso al antiguo núcleo de Lecce, dedicada a San Biagio, obispo de la ciudad de Sebaste en Armenia en el siglo IV, ya que daba a la calle homónima. Constituye el acceso sur al antiguo núcleo urbano. Se encuentra cerca de la Piazza d'Italia.

## Historia
Fue onstruida en lugar de una puerta más antigua encargada por Carlos V, la Porta San Biagio fue reconstruida en 1774 por orden del gobernador de Tierra de Otranto, Tommaso Ruffo, como se desprende del epígrafe en latín colocado en la corona. La puerta, caracterizada por pares de columnas de fuste liso que descansan sobre bases altas, está rematada por el escudo del rey Fernando IV de Nápoles y el de la ciudad de Lecce duplicado en los laterales. Sobre el entablamento se eleva el frontón de coronación que alberga un epígrafe conmemorativo. La escultura de San Blas con hábito episcopal completa la ornamentación artística de la puerta. Esta puerta tiene 17,3 m de altura.